# Кубок Испании по футболу 1965/1966
Кубок Испании по футболу 1965/1966 — 62-й розыгрыш Кубка Испании по футболу выиграл Сарагоса. Этот кубок стал вторым в истории команды.
Соревнование прошло в период с 24 октября 1965 по 29 мая 1966 года.

## Результаты матчей

### 1/4 финала
| Команда 1       | Итог | Команда 2       | 1-й матч | 2-й матч |
| --------------- | ---- | --------------- | -------- | -------- |
| Атлетико Мадрид | 1:2  | Атлетик Бильбао | 1:0      | 0:2      |
| Сабадель        | 1:7  | Сарагоса        | 1:4      | 0:3      |
| Барселона       | 3:0  | Эльче           | 1:0      | 2:0      |
| Реал Бетис      | 5:4  | Реал Мадрид     | 3:2      | 2:2      |

### 1/2 финала
| Команда 1       | Итог | Команда 2  | 1-й матч | 2-й матч |
| --------------- | ---- | ---------- | -------- | -------- |
| Атлетик Бильбао | 5:2  | Реал Бетис | 1:1      | 4:1      |
| Барселона       | 2:3  | Сарагоса   | 2:2      | 0:1      |

### Финал
| 29 мая, 1966            | \| Сарагоса \| 2:0 \| Атлетик Бильбао \| \| Вилья 26′ · Кардона 41′ \| Голы \| \| | Сантьяго Бернабеу, Мадрид Зрителей: 95 000 |
| Сарагоса                | 2:0                                                                               | Атлетик Бильбао                            |
| Вилья 26′ · Кардона 41′ | Голы                                                                              |                                            |